# Schinznach
Pour les articles homonymes, voir Schinznach-Dorf et Schinznach-Bad.
Schinznach est une commune suisse du canton d'Argovie, située dans le district de Brugg.

## Histoire

Photo aérienne prise à 300 m par Walter Mittelholzer (1923).

La commune est créée le 1er janvier 2014 à la suite de la fusion de Schinznach-Dorf, elle-même appelée Schinznach jusqu'en 1938, et d'Oberflachs.